# Almirante Cochrane (FFG-05)
La Almirante Cochrane (FF-05) ex HMS Norfolk es una de las tres fragatas clase Duke o Type 23 adquiridas por la Armada de Chile a la Royal Navy dentro del proyecto Puente III. La fragata tipo 23 Cochrane es una moderna fragata multipropósito (antisubmarina, antisuperficie, antiaérea) de capacidades oceánicas, ya que la Armada de Chile debe operar en aguas de gran extensión.    

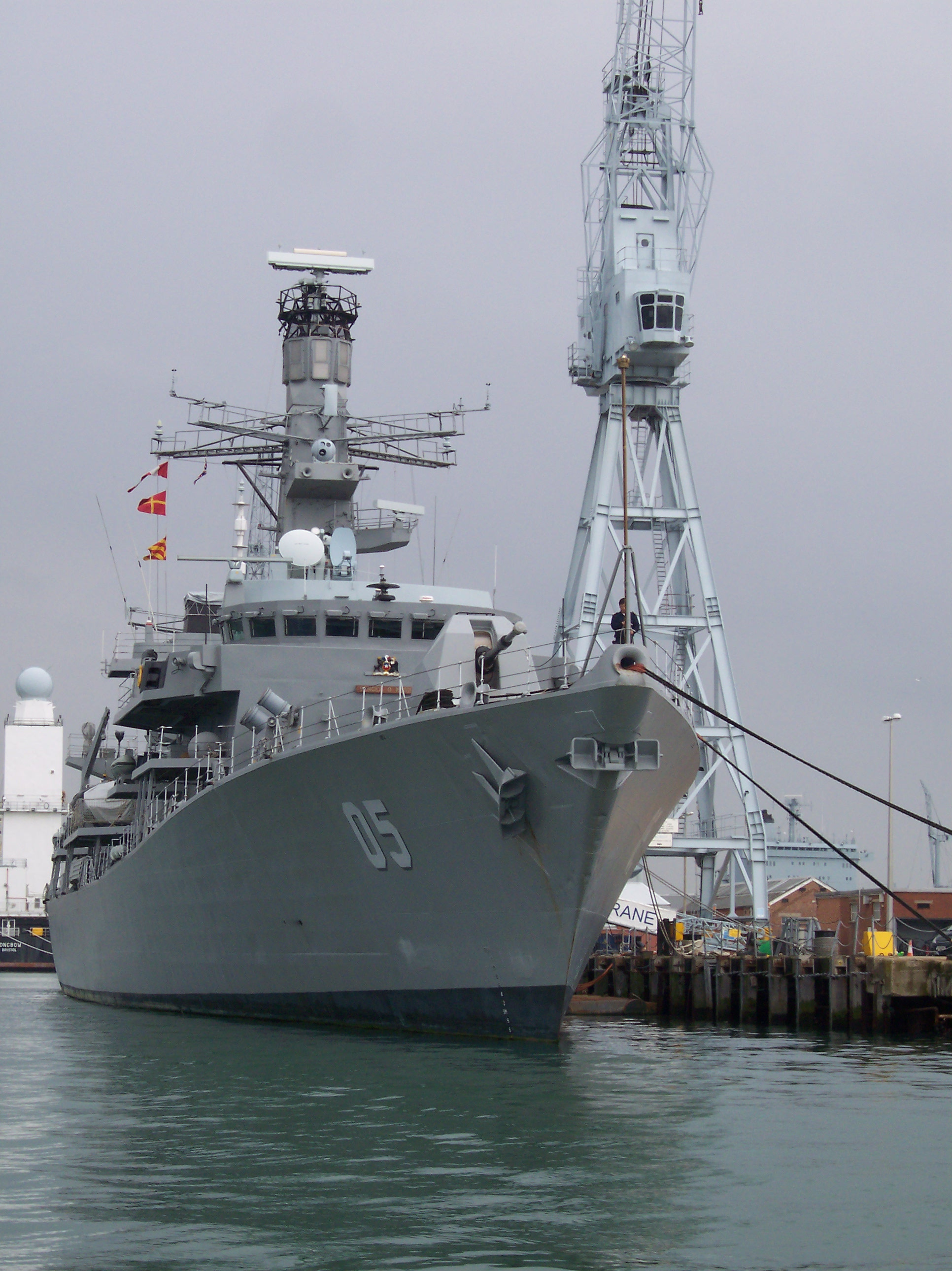
El Almirante Cochrane en el año 2007.

Puede desarrollar una velocidad máxima de 28 nudos (La HMS Sutherland alcanzó 34.4 nudos durante su viaje de pruebas).
Esta unidad fue una de las primeras Typo-23 en pasar por una modernización el 2018, cual se le  incorporó un nuevo CMS-330 (Sistema de Gestión de Combate de Lockheed Martin Canadá). Un nuevo radar AESA de la empresa Alemana Hensoldt, el Radar TRS-4D (Active Electronically Scanned Array (AESA) y la incorporación de  nuevos Enlace de datos Link-16/22.